# Subterfuge canadien

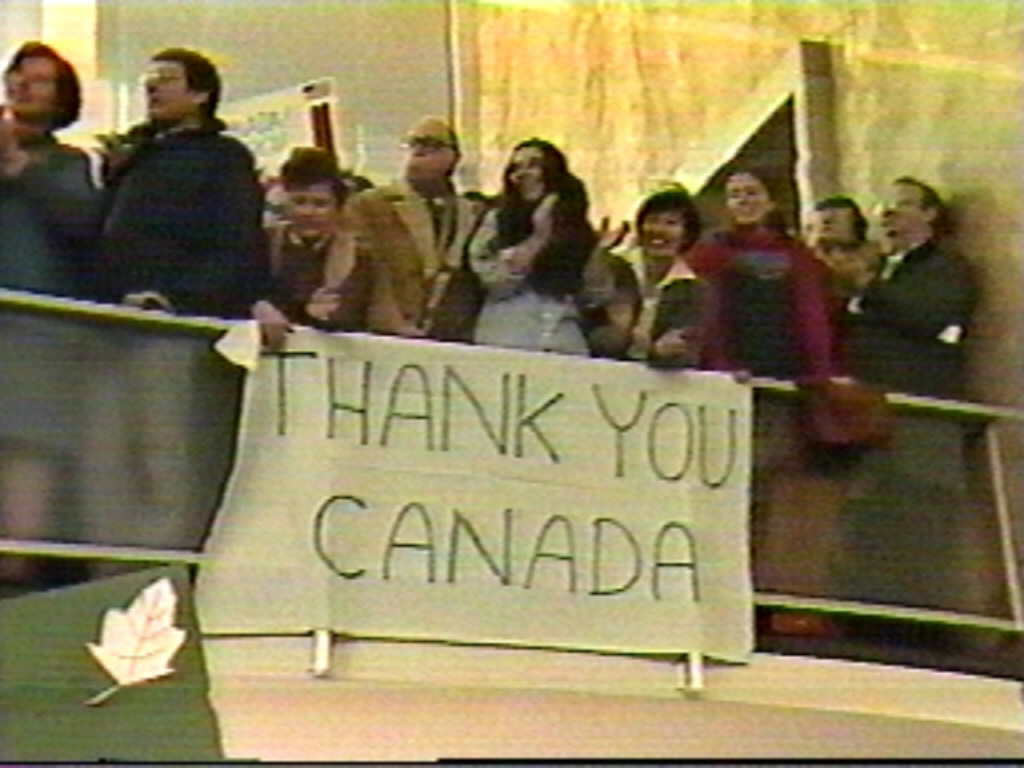
« Merci Canada » : message de remerciement lors de l'arrivée aux États-Unis des diplomates américains évadés, en 1980.

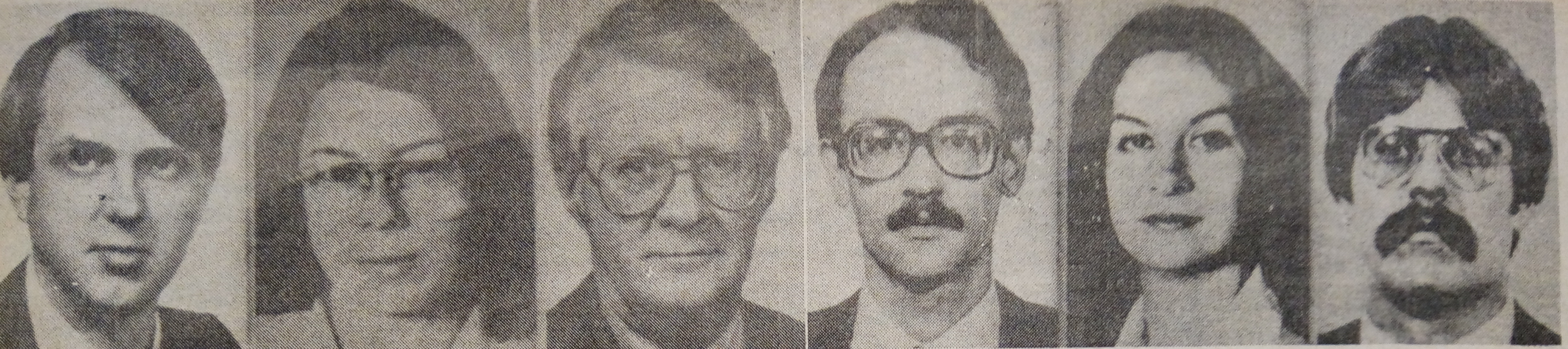
Photo de six diplomates américains.

Le « subterfuge canadien » ou évasion d'Iran (Canadian Caper en anglais) est l'opération d'exfiltration d'Iran de six diplomates américains, le 28 janvier 1980. Elle fut organisée conjointement par le gouvernement du Canada et la CIA, après la prise d'otages à l'ambassade américaine de Téhéran qui avait débuté le 4 novembre 1979.

## L'évasion
Le jour de la prise de l'ambassade américaine par des manifestants, cinq diplomates américains réussissent à échapper à la foule et se réfugient d'abord dans l'appartement du consul américain. Cette cachette n'étant pas sûre, ils contactent, quatre jours plus tard, le diplomate canadien John Sheardown (en) pour lui demander son aide. Celui-ci en réfère à l'ambassadeur canadien Ken Taylor (en), qui estime préférable d'héberger deux personnes du groupe à l'ambassade, tandis que les autres iraient chez Sheardown. Immédiatement alerté, le gouvernement canadien accorde son appui. Le 21 novembre, un autre diplomate américain, qui s'était réfugié à l'ambassade de Suède, s'ajoute au groupe hébergé chez Sheardown. Les six réfugiés y resteront cachés pendant 79 jours.
Après quelques semaines, comme certains médias commencent à poser des questions au sujet du nombre exact d'otages, notamment Jean Pelletier du journal La Presse, il devient évident qu'il faut exfiltrer le groupe avant que le secret ne soit éventé. La décision est prise le 30 décembre lors d'une rencontre entre Flora MacDonald, ministre canadienne des Affaires étrangères, et Cyrus Vance, secrétaire d'État du président Jimmy Carter. Quelques jours plus tard, Antonio Mendez et un autre spécialiste de la CIA arrivent à Ottawa pour mettre au point le scénario de l'évasion : les six otages seraient présentés comme des cinéastes canadiens travaillant pour une société fictive installée à Hollywood. Autorisation est donnée d'émettre secrètement des passeports canadiens pour les otages. Selon le plan de Ken Taylor, les fugitifs devaient s'embarquer sur un vol régulier par leurs propres moyens dès le 19 janvier, mais la CIA insiste pour envoyer ses deux agents, qui se font passer eux aussi pour des cinéastes canadiens, afin de faciliter les opérations de sortie et corriger une erreur de date sur les visas d'entrée. L'embarquement se fait sans aucune difficulté sur un avion Swissair le 27 janvier.

## Dans les médias
Cette opération d'évasion a été reprise sous diverses formes dans les médias.
- En mars 1980, le label américain Mercury Records sort un disque 45 tours intitulé (This Is My Country) Thank You, Canada, interprété par la future joueuse de hockey sur glace Shelley Looney (en), alors âgée de sept ans.
- Un long-métrage canadien pour la télévision intitulé Otages à Téhéran / Escape from Iran: The Canadian Caper[4] est réalisé en 1981 par Lamont Johnson, avec dans les rôles de Ken Taylor (en) et John Sheardown (en) les acteurs Gordon Pinsent et Chris Wiggins.
- Le film américain Argo (Oscar du meilleur film 2013) réalisé par Ben Affleck et sorti en 2012, est consacré à l'opération, mais a été critiqué pour ses inexactitudes[5]. Selon un reportage de Radio-Canada, des témoins de l'événement auraient affirmé que le film ne relaterait pas la vraie histoire de cette crise[6],[7]. Le film serait plutôt une fiction qui placerait de côté la vérité pour raconter une histoire plus glorieuse pour les États-Unis. Le Canada aurait joué un rôle beaucoup plus important dans le déroulement de l'opération[8].

## Sources
- (en) Cet article est partiellement ou en totalité issu de l’article de Wikipédia en anglais intitulé « Canadian Caper » (voir la liste des auteurs).
- Jean Pelletier (journaliste) et Claude Adams, Évadés d'Iran, Montréal, Éditions La Presse, 1981.
- (en) John Kneale, Foreign Service, North York (Ontario), Captus Press, 1993.